# 헬레니카

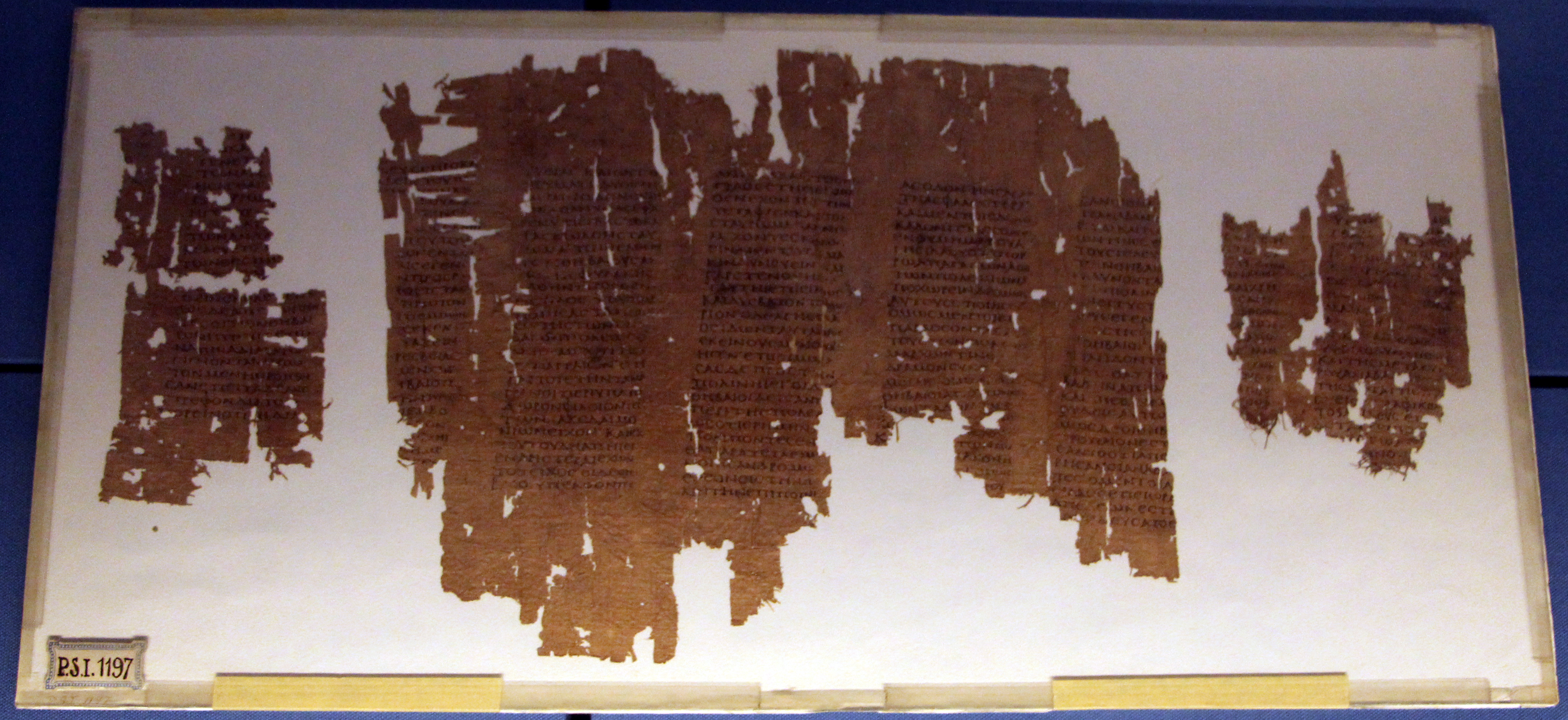
크세노폰의 'Hellenica 조각, 파피루스 PSI 1197, 피렌체 메디체아 라우렌치아나 도서관

헬레니카(고대 그리스어: Ἑλληνικά, Helleniká)는 고대 그리스의 저술가 크세노폰이 쓴 역사서이다. 원저는 전7권으로 투키디데스의 《펠로폰네소스 전쟁사》를 이어, 기원전 411년부터 기원전 362년까지 약 50년에 걸친 그리스의 각 폴리스의 동향을 다루고 있다.

## 개요
투키디데스의 《펠로폰네소스 전쟁사》는 27년간 계속된 펠로폰네소스 전쟁(기원전 431년 – 기원전 404년)의 전 기간을 설명해야 했다. 하지만 이유는 불분명하지만 투키디데스의 기록은 기원전 411년까지의 설명에 그쳤기 때문 미완성으로 남았다.
크세노폰은 그 뒤를 이어 《헬레니카》(Hellenica)를 저술하여 펠로폰네소스 전쟁에 대한 설명을 완결하고, 그 다음에 기원전 362년 〈만티네이아 전투〉까지의 역사를 설명했다.
헬레니카는 크세노폰이 스파르타에 몸을 의지하고 있어서 그런지, 스파르타에 대한 설명이 호의적이고 객관성에 문제가 없다고는 말할 수 없다. 이것은 스파르타의 적대자에 대한 무시, 경시로 이어졌다. 예를 들어 〈레욱트라 전투〉의 기술은 승리의 주역 에파메이논다스에 대한 언급이 아니라 에파메이논다스가 《헬레니카》에 등장하는 것은 그보다 더 이후이다.